# Polygala bevilacquae
Polygala bevilacquae är en jungfrulinsväxtart som beskrevs av Maria do Carmo Mendes Marques. Polygala bevilacquae ingår i släktet jungfrulinssläktet, och familjen jungfrulinsväxter. Inga underarter finns listade i Catalogue of Life.